# 東京都市計画道路幹線街路放射第36号線
東京都市計画道路幹線街路放射第36号線（とうきょうとしけいかくどうろかんせんがいろほうしゃだい36ごうせん）は、東京都豊島区要町一丁目から練馬区早宮一丁目に至る、都市計画道路である。放射線街路としては東京都内で最も新しい都市計画決定である。

## 概要
東京都道317号環状六号線（山手通り）の豊島区要町一丁目交差点から北西方向に北上し、東京都道318号環状七号線を交差して、練馬区早宮一丁目に接続する路線である。現在、要町一丁目から環状七号線交差部の板橋区小茂根までが供用中である。

### 未開通区間
板橋区小茂根から練馬区早宮までの 1,970 m の区間は2011年（平成23年）12月1日に事業着手されており、早宮で接続する東京都市計画道路幹線街路放射第35号線と一体的に整備する計画で、工事期間は平成25年度から平成29年度（予定）、供用開始は平成30年度（予定）であったが未開通。2016年（平成28年）4月1日現在の事業用地の取得率は54％であり、同じく平成30年度供用開始を目指していた放射第35号線の98％と比して進捗がはかばかしくない。
本路線は、東京メトロ有楽町線の一部区間をトレースする形になる。

### 路線データ
- 昭和41年7月30日都市計画決定。
- 起点 豊島区要町一丁目（環状第6号線交差部）
- 終点 練馬区早宮一丁目（放射第35号線接続部）
- 全長 4.29km
- 道路幅員 40 - 50m
- 車線数 4車線

## 路線状況

### 重複する現道
- 東京都道441号池袋谷原線 （練馬区氷川台駅付近 - 練馬区早宮）-通称 正久保通り

### 接続する道路の位置関係
（都心方面）補助78号線 - 放射第36号線 - 放射第35号線 - 新大宮バイパス （埼玉方面）

## 地理

### 通過する自治体
- 東京都
  - 豊島区
  - 板橋区
  - 練馬区

### 交差する主な道路
- 東京都道420号鮫洲大山線（豊島区要町三丁目）
- 東京都道318号環状七号線（板橋区小茂根）

### 沿線の主な施設
- 氷川台駅
- サミット氷川台駅前店
- 石神井川
- 練馬区立開進第一中学校
- 練馬区立開進第一小学校
- 練馬区立開進第四小学校
- 東京武蔵野病院